# Orgie
Orgie (altgriechisch ὄργια órgia) bezeichnete ursprünglich die geheimen Riten im Kult des Dionysos, später allgemein geheime Riten eines antiken Mysterienkultes. 
In der Neuzeit wird es als Bezeichnung für gemeinschaftliche Handlungen gebraucht, mit denen bewusst gegen die Sitten verstoßen wird, insbesondere gegen die sexuellen Sitten. Im Allgemeinen versteht man unter einer Orgie heute, dass mehrere Paare in einem Raum gleichzeitig Sex haben (Swinger), leben die Paare in festen Beziehungen, handelt es sich also um eine Form des Partnertauschs. Dagegen haben beim Gruppensex mehr als zwei Personen miteinander Sex.
Abgewandelt wird der Begriff Orgie für alles, was gewöhnliches Maß übersteigt („Fressorgie“, „Orgie der Gewalt“, „Orgie der Farben“) verwendet.
Das Lehnwort ist im deutschen Sprachraum erstmals im 17. Jahrhundert nachweisbar und über das lateinische Neutrum orgia (ursprünglich im Sinne eines kultischen Geheimtreffens bei Nacht) aus dem griechischen ὄργια órgia (Neutrum Plural von ὄργιον órgion) entlehnt. Letzteres ist abgeleitet von griechisch ἔργον érgon, allgemein „die Arbeit“, „das Werk“, „Wirken“ (vergleiche En-ergie), spezieller auch „der Dienst“ für eine Gottheit.
Im Englischen tauchte das Wort nach heutigem Kenntnisstand erstmals 1589 bedeutungsneutral in Bezug auf Geheimriten der Griechen und Römer auf, aber erst im 18. Jahrhundert im heutigen, modernen Sinn (nicht gesichert im 17. Jahrhundert für das Französische). Seit jener Zeit jedenfalls ist die ursprüngliche, religiöse Bedeutungskomponente ganz in den Hintergrund getreten.